# فهد المالکی
فهد المالکی (انگلیسی: Fahad Al-Malki؛ زادهٔ ۱۲ اوت ۱۹۹۲) یک ورزشکار اهل عربستان سعودی است.